# 张为人
张为人（1961年12月—），浙江宁波人，汉族，中国共产党党员。中华人民共和国政治人物、第十三届全国人民代表大会四川地区代表。

## 生平
2008年任中国共产党四川省委员会副秘书长，2017年任中国共产党四川省委员会办公厅主任，2018年兼任四川省档案局局长。2018年2月24日，当选为第十三届全国人大代表。2021年当选为四川省第十三届人民代表大会常务委员会委员、监察和司法委员会主任委员。